# Глебов, Леонид Иванович (Герой Советского Союза)
Леонид Иванович Глебов (1913—1943) — капитан Рабоче-крестьянской Красной Армии, участник Великой Отечественной войны, Герой Советского Союза (1943).

## Биография
Леонид Глебов родился 20 сентября 1913 года в городе Павловск (ныне — Воронежская область) в рабочей семье. В 1930 году окончил школу фабрично-заводского ученичества. В 1934—1937 годах проходил службу в Рабоче-крестьянской Красной Армии. В 1940 году повторно был призван в армию и в том же году окончил Одесское пехотное училище. С июня 1941 года — на фронтах Великой Отечественной войны. В 1942 году окончил курсы «Выстрел». К сентябрю 1943 года капитан Леонид Глебов был начальником штаба 989-го стрелкового полка 226-й стрелковой дивизии 60-й армии Центрального фронта. Отличился во время битвы за Днепр.
Организовав работу штаба, Глебов часто находился в батальонах на передовой, увлекал за собой подразделения в атаку. Когда во время одного из боёв вышел из строя расчёт станкового пулемёта, Глебов заменил собой пулемётчика и принял активное участие в отражении немецкой контратаки. В ходе переправы через Днепр к северу от Киева Глебов организовал и обеспечил форсирование реки подразделениями полка. Погиб в бою 26 сентября 1943 года. Похоронен в селе Новосёлки Вышгородского района Киевской области Украины.
Указом Президиума Верховного Совета СССР от 17 октября 1943 года за «образцовое выполнение боевых заданий командования на фронте борьбы с немецкими захватчиками и проявленные при этом мужество и героизм» капитан Леонид Глебов посмертно был удостоен высокого звания Героя Советского Союза. Также был награждён орденом Ленина и медалью.